# Ligne de Morcenx à Bagnères-de-Bigorre
La ligne de Morcenx à Bagnères-de-Bigorre est une ligne de chemin de fer française à voie normale qui relie la gare de Morcenx à celle de Bagnères-de-Bigorre, en passant par Mont-de-Marsan et Tarbes.
La section de Morcenx à Mont-de-Marsan est ouverte au service voyageurs, mais le reste de la ligne n'est pas exploité ou est fermé.
Elle constitue la ligne no 652 000 du réseau ferré national.

## Histoire

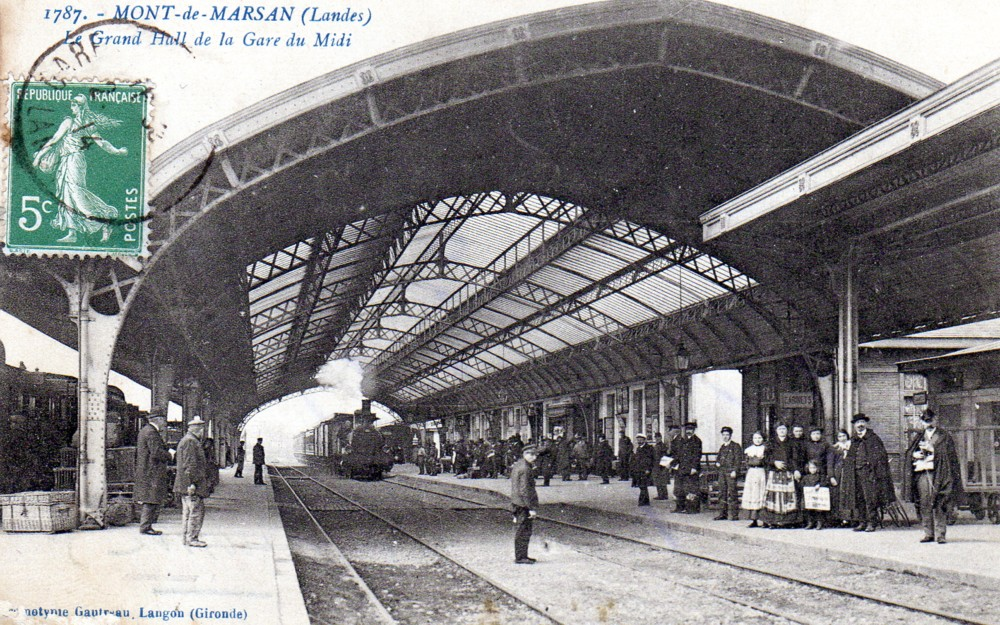
La gare de Mont-de-Marsan au début du XXe siècle.

La ligne de Morcenx à Mont-de-Marsan, embranchement de la ligne de Bordeaux à Bayonne, est concédée à Messieurs Ernest André & cie par décret le 24 août 1852. Cette concession donne naissance à la Compagnie des chemins de fer du Midi et du Canal latéral à la Garonne. La section de Morcenx à Saint-Martin-d'Oney est mise en service le 12 janvier 1857 et celle de Saint-Martin-d'Oney à Mont-de-Marsan, le 6 septembre 1857.
La section entre Mont-de-Marsan et Tarbes est déclarée d'utilité publique, comme une ligne « de Mont-de-Marsan à ou près Rabastens » et un tronçon de la ligne « d'Agen à Tarbes, par Auch et Rabastens », par un décret impérial le 23 octobre 1856. Elle est concédée à la Compagnie des chemins de fer du Midi et du Canal latéral à la Garonne par une convention signée le 1er août 1857 entre le ministre des Travaux publics et la compagnie. Cette même convention concède à la compagnie la desserte de Bagnères-de-Bigorre soit par la ligne de Toulouse à Bayonne, soit par un embranchement à cette ligne. Cette convention est approuvée par un décret impérial à la même date. La section de Mont-de-Marsan à Riscle est mise en service le 25 août 1859, celle de Riscle à Tarbes, le 24 septembre 1859 et celle de Tarbes à Bagnères-de-Bigorre, le 15 août 1862,.
La ligne est fermée au service voyageurs le 27 septembre 1970 de Tarbes à Bagnères-de-Bigorre et le 12 octobre 1970 de Mont-de-Marsan à Tarbes,,. Le 7 juillet 2019, l'affaire Johanna Blanes a lieu dans le tunnel de Laspécès qui passe sous la ligne de chemin de fer entre Saint-Pierre-du-Mont et Mont-de-Marsan.
| Section | Longueur (km) | Date de concession | Date d'ouverture  | Date de fermeture aux voyageurs | Date de fermeture aux marchandises |
| --- | ------------- | ------------------ | ----------------- | ------------------------------- | ---------------------------------- |
| Morcenx – Saint-Martin-d'Oney | 25,2          | 24 août 1852       | 12 janvier 1857   |                                 |                                    |
| Saint-Martin-d'Oney – Mont-de-Marsan | 13,3          | 24 août 1852       | 6 septembre 1857  |                                 |                                    |
| Mont-de-Marsan – Riscle | 47,5          | 1er août 1857      | 25 août 1859      | 12 octobre 1970                 |                                    |
| Riscle – Tarbes | 51            | 1er août 1857      | 24 septembre 1859 | 12 octobre 1970                 |                                    |
| Tarbes – Bagnères-de-Bigorre | 18,2*         | 1er août 1857      | 15 août 1862      | 27 septembre 1970               |                                    |
| * La section de Tarbes à Bagnères-de-Bigorre est en tronc commun avec la ligne de Tarbes à Ampèrevielle, elle n'est pas comptabilisée dans le kilométrage. |               |                    |                   |                                 |                                    |

## Perspectives

### Section Mont-de-Marsan - Tarbes

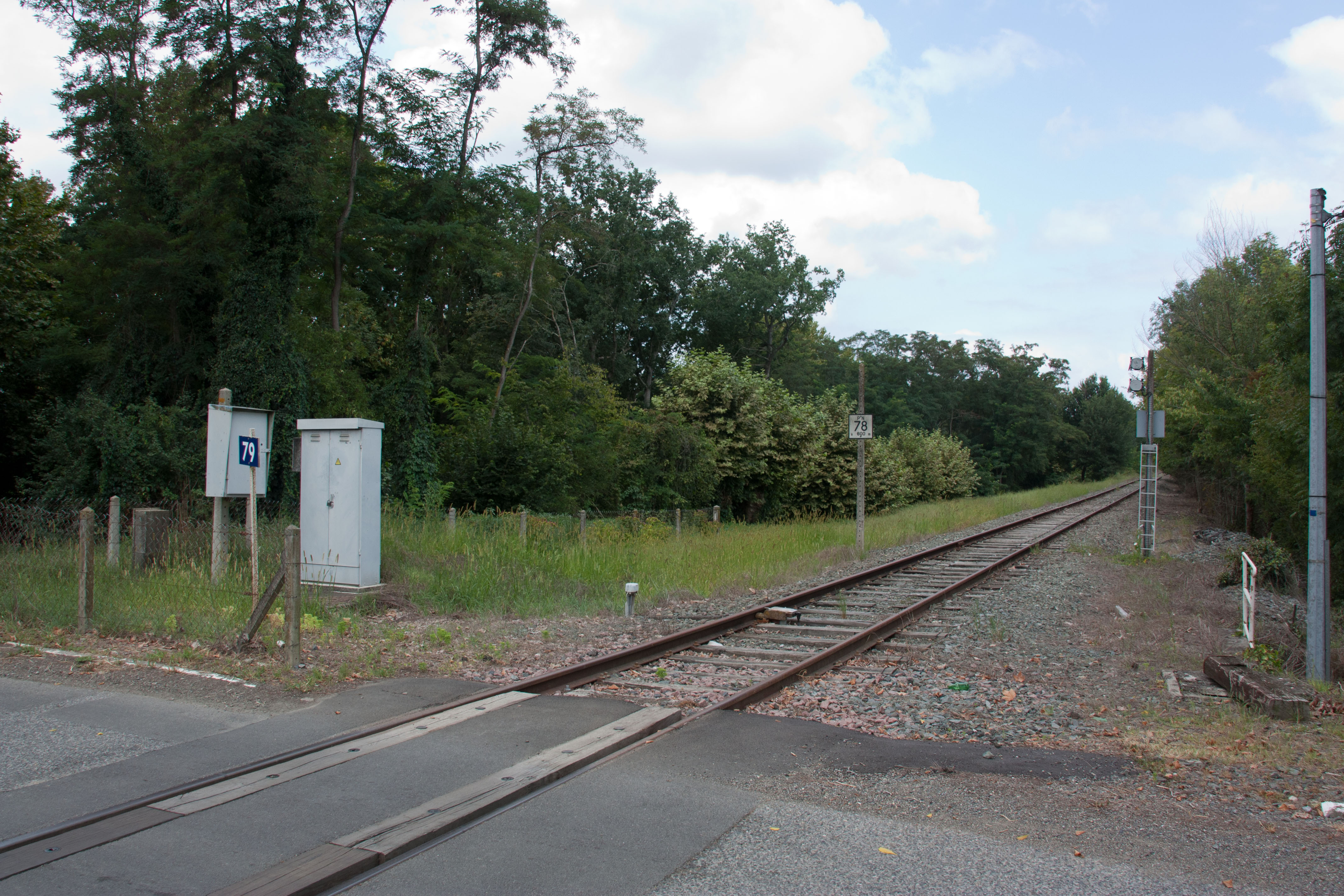
La ligne à Maubourguet.

Cette partie, longue de 98,6 km et traversant deux régions administratives, les Nouvelle-Aquitaine et Occitanie, est fermée au service voyageurs depuis le 12 octobre 1970.
La région Nouvelle-Aquitaine mène des études pour rénover une portion de la ligne située sur son territoire, entre Mont-de-Marsan (PK 147) et Barcelonne-du-Gers (PK 187,7). Elle s'engage à apporter 53 % (5 millions d'euros) du coût de cette rénovation afin de permettre l'exploitation de trains de fret céréaliers à partir de quatre Installations Terminales Embranchées (I.T.E.). Les perspectives de trafic sont estimées de 120 000 tonnes à 145 000 tonnes de fret (20 000 tonnes vers le nord et de 100 000 tonnes à 145 000 tonnes pour l’export via le port de Bayonne).
En juillet 2022, des travaux sont en cours sur l'axe Mont-de-Marsan - Tarbes. Les travaux portent sur le débroussaillage et la remise en état de la voie sur 40 km, la rénovation des ouvrages d'art et la mise en conformité des 28 passages à niveau, pour un coût de cinq millions d'euros cofinancés par la région (53 %), l'État (35 %) et SNCF Réseau (12 %)[réf. nécessaire].

### Section Tarbes - Bagnères-de-Bigorre
En 2019, l'entreprise CAF remporte le marché pour la rénovation des 43 rames MI 2N du réseau express régional d'Île-de-France  pour son usine longtemps connue sous le nom de Soulé située à Bagnères-de-Bigorre. Les rames sont acheminées par voie ferroviaire jusqu'à Tarbes avant d'être transférées sur route pour terminer le voyage jusqu'à Bagnères-de-Bigorre. Cette situation remet dans le débat public la question de la réouverture de cette voie ; une motion votée le 28 mars 2019 par le conseil municipal de Bagnères-de-Bigorre en fait officiellement la demande auprès de la région Occitanie.
Le coût de remise en service de cette portion de la ligne est évalué à 20 millions d'euros. En octobre 2020, l'État s'est engagé à participer à son financement à hauteur de 8 millions d'euros. La ligne pourrait être rouverte à l'horizon 2028,.

## Galerie de photos

Sélection de vues d'anciens bâtiments voyageurs de la ligne
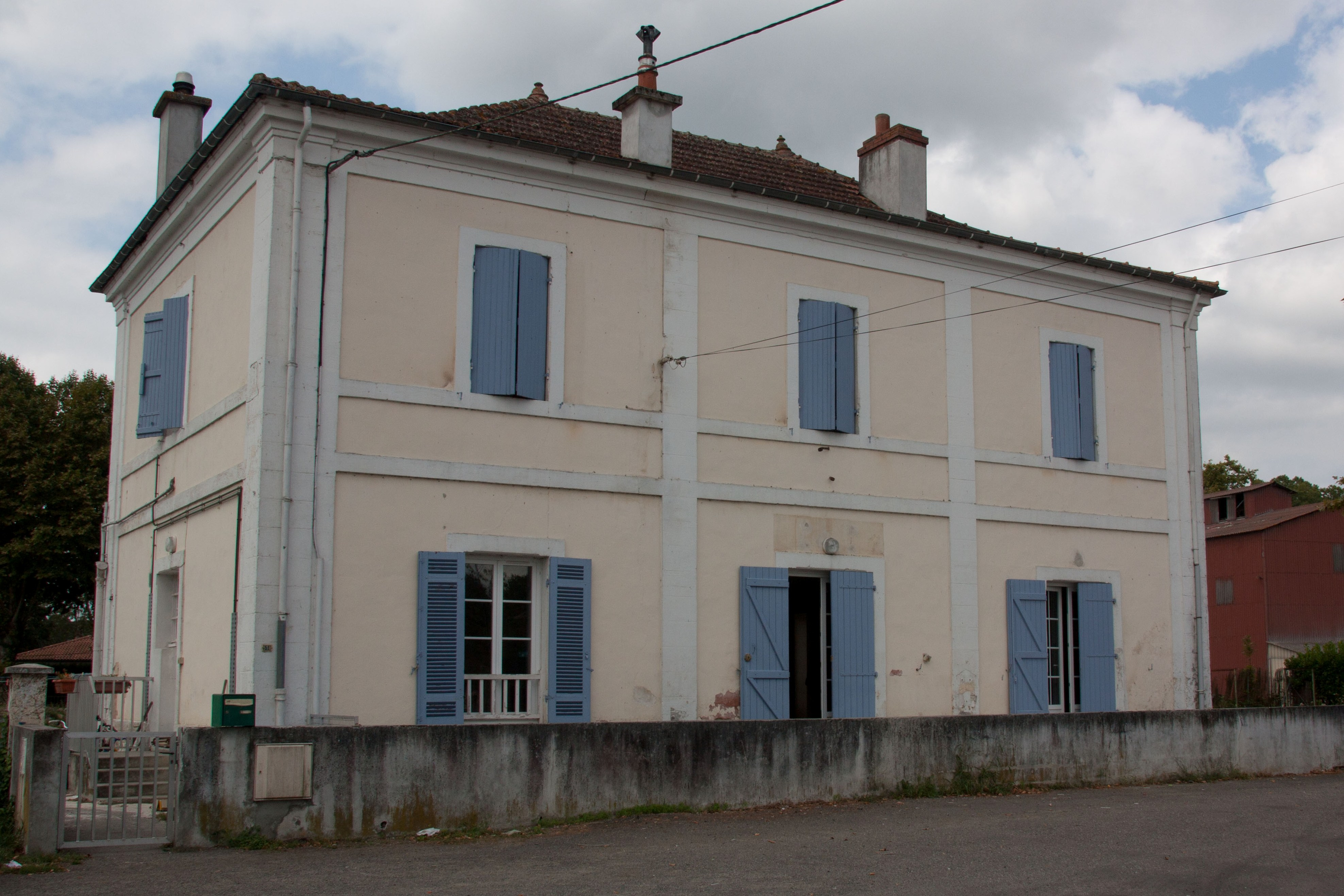
Bâtiment voyageurs de l'ancienne gare de Maubourguet.
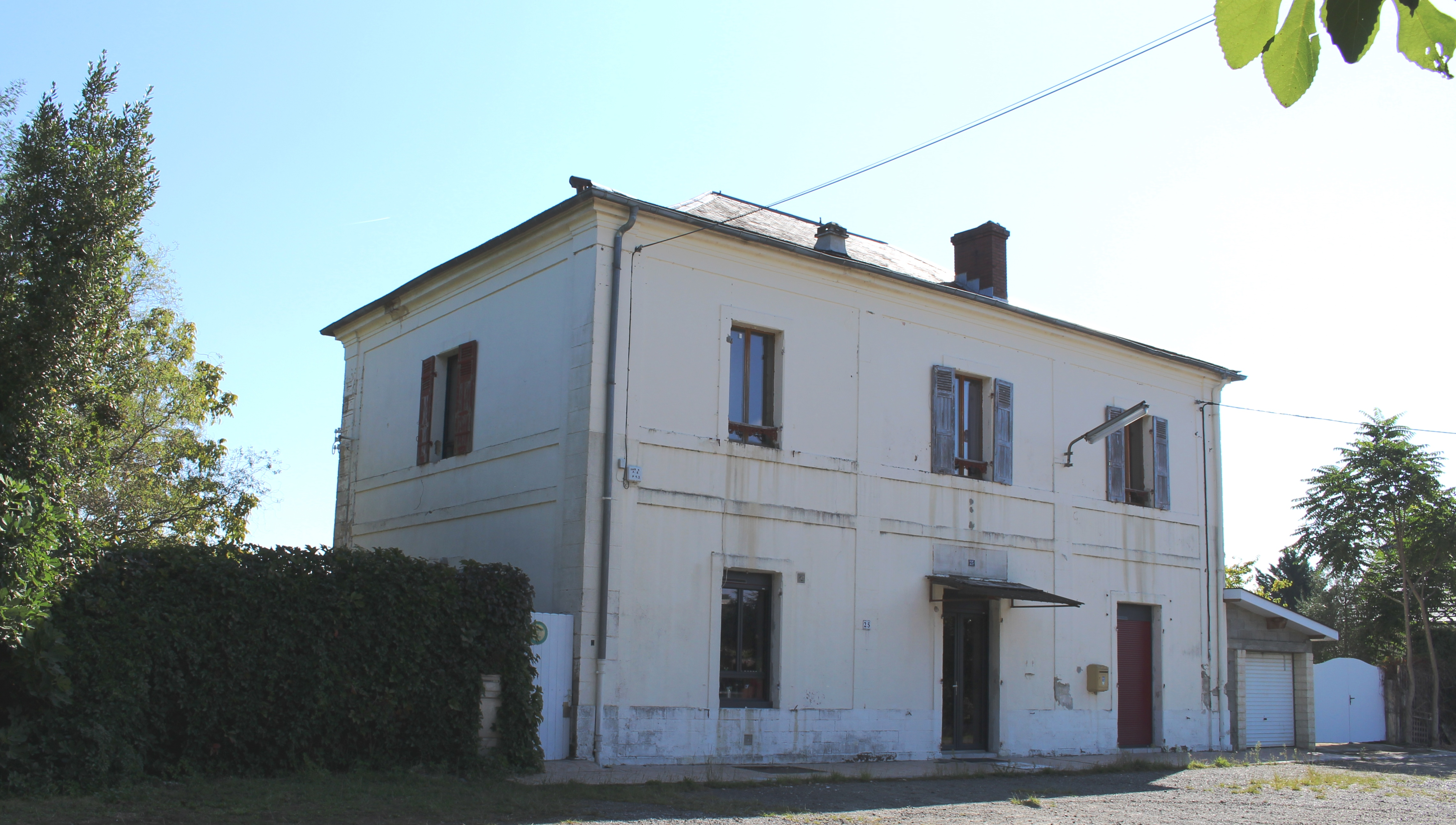
Bâtiment voyageurs de l'ancienne gare de Vic-en-Bigorre.
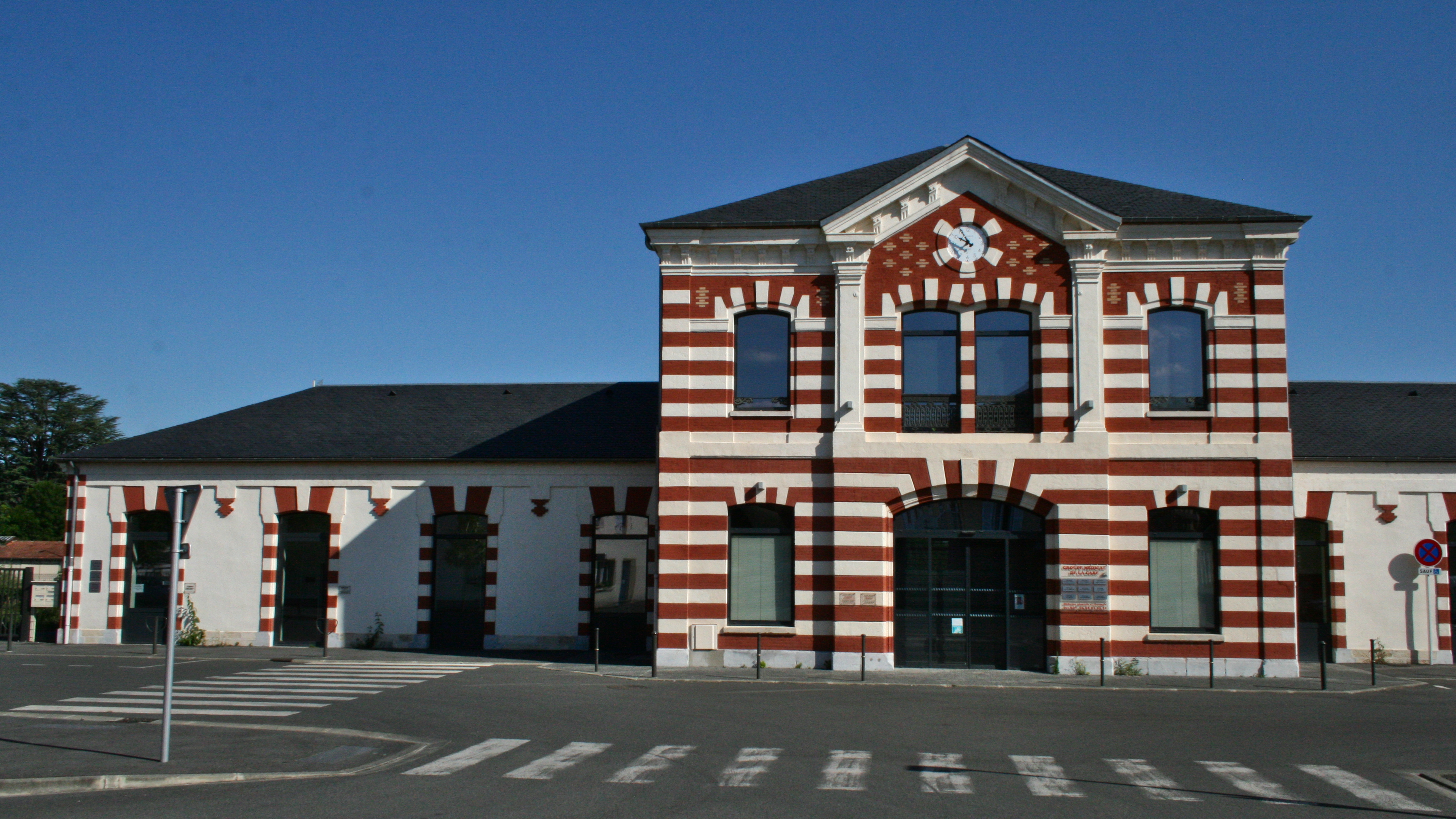
Bâtiment voyageurs de l'ancienne gare de Bagnères-de-Bigorre.

Sélection de vues des passages à niveau de la ligne
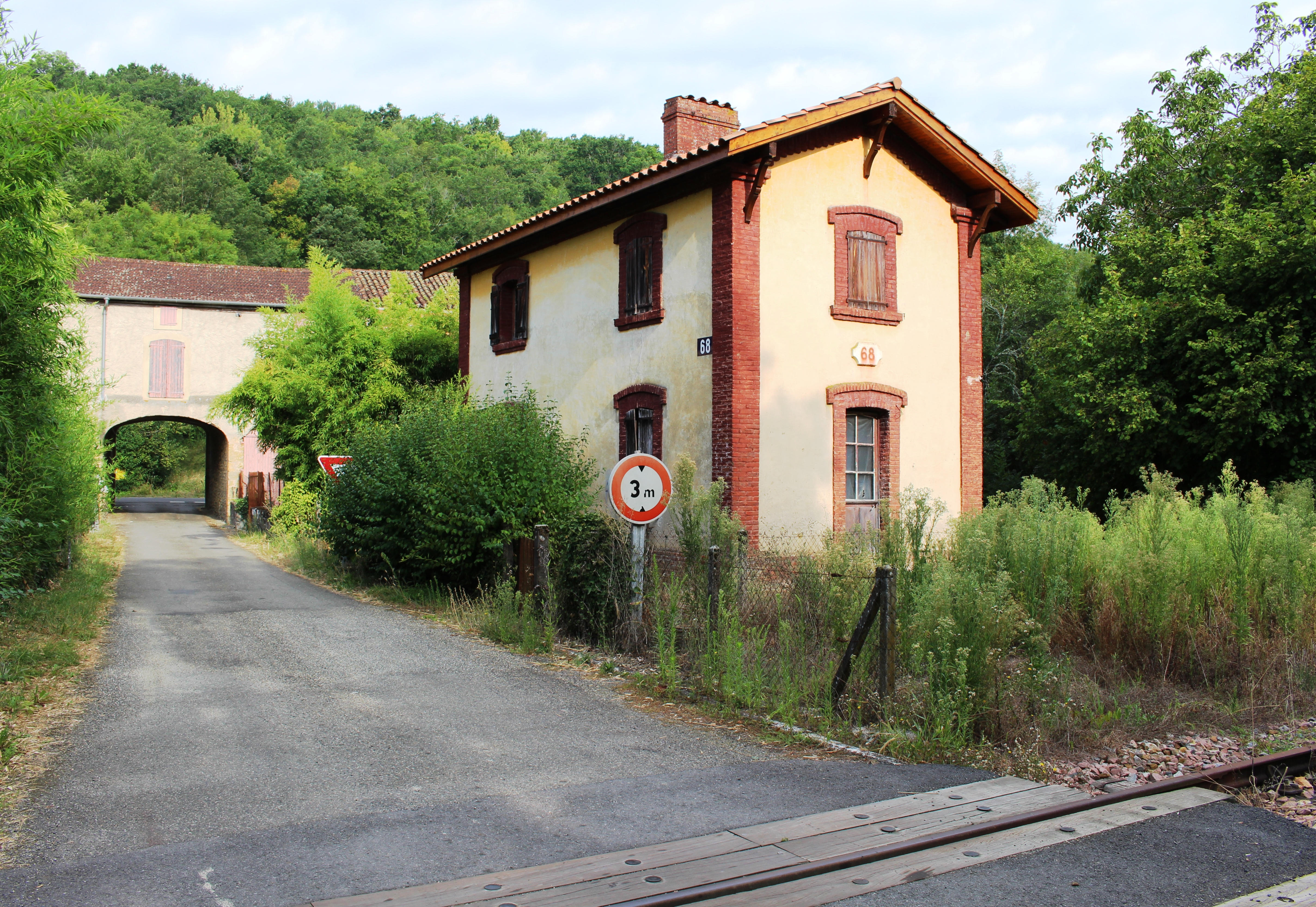
PN no 68 à Castelnau-Rivière-Basse.
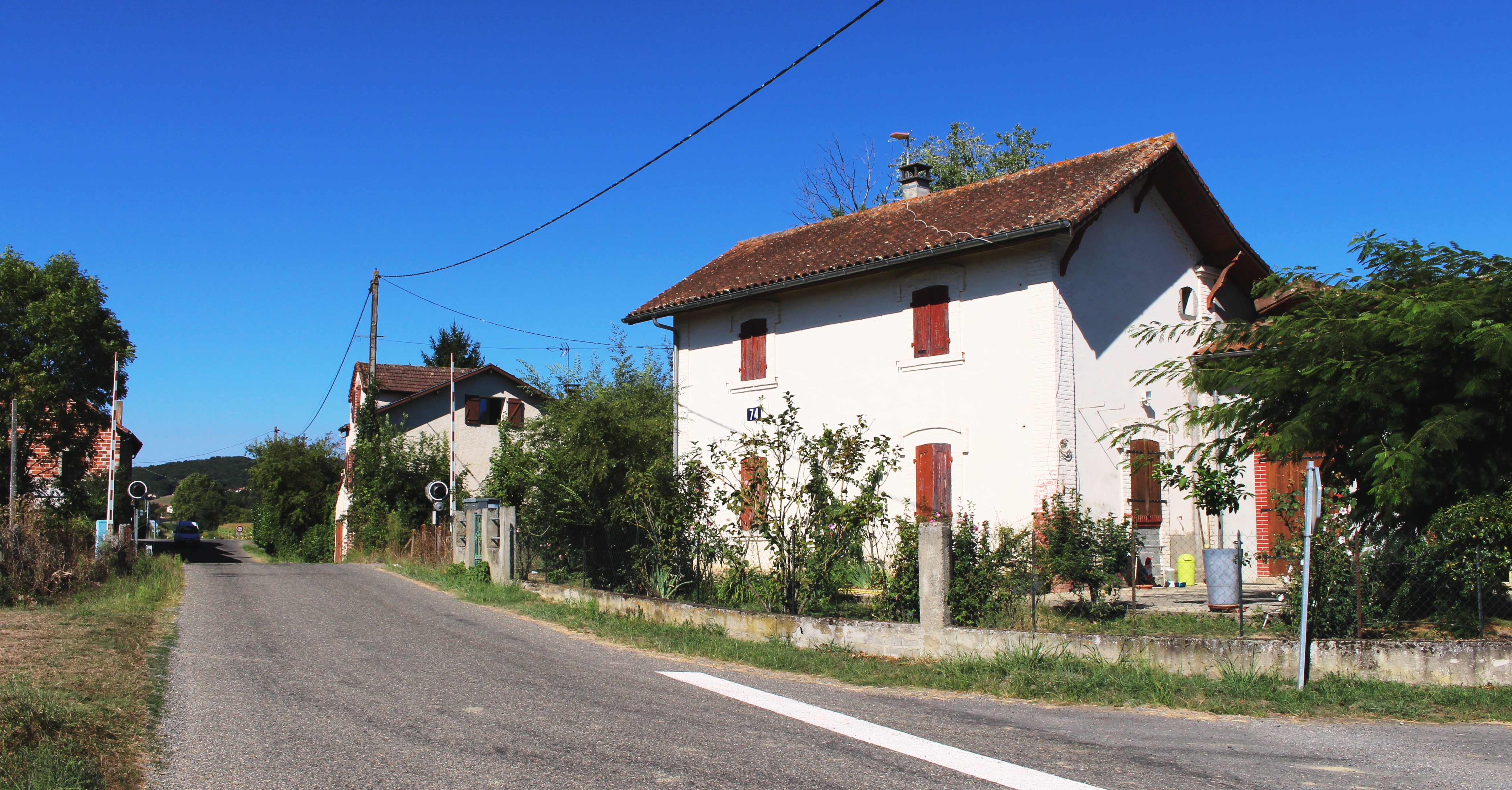
PN no 74 à Caussade-Rivière.
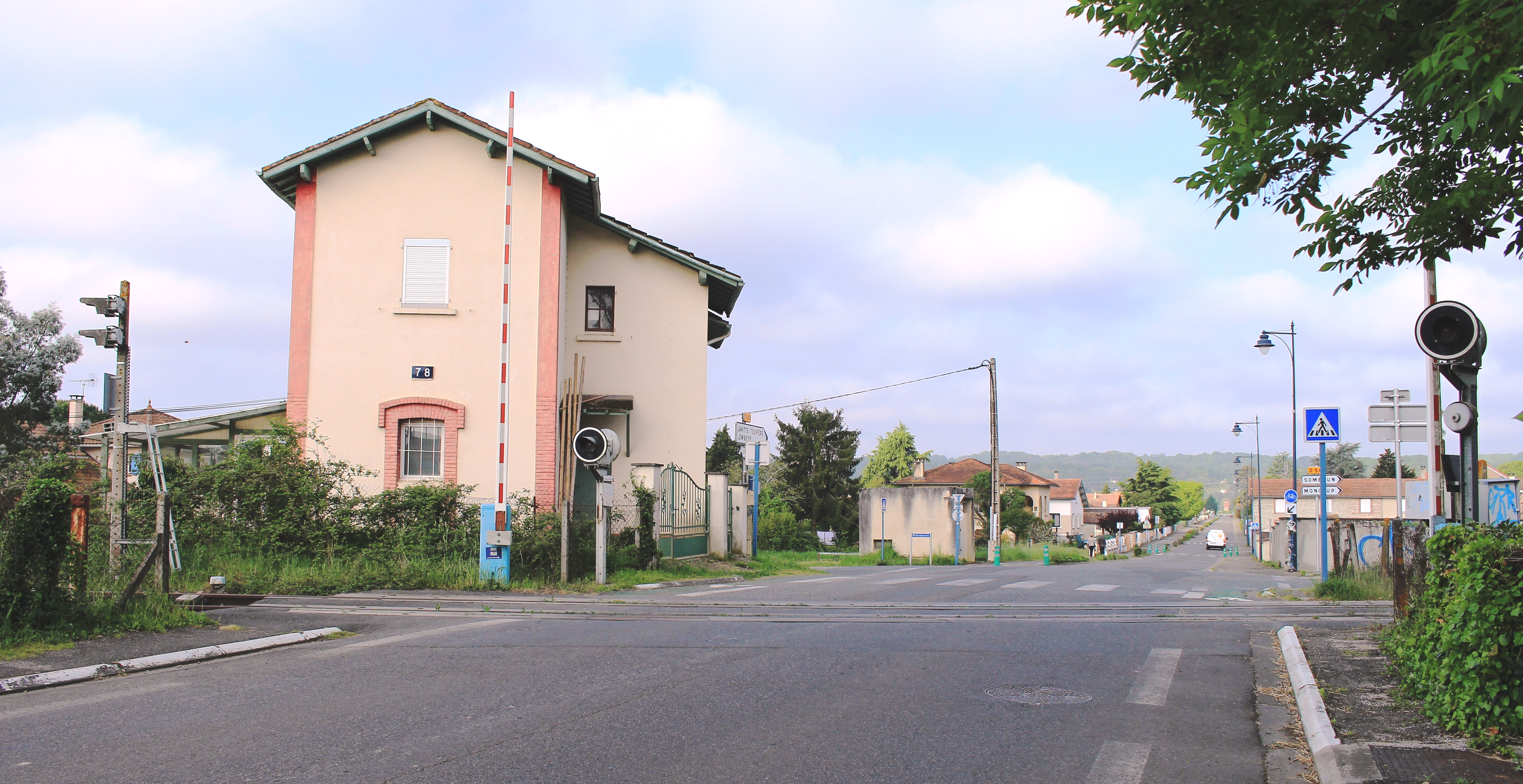
PN no 78 à Maubourguet.
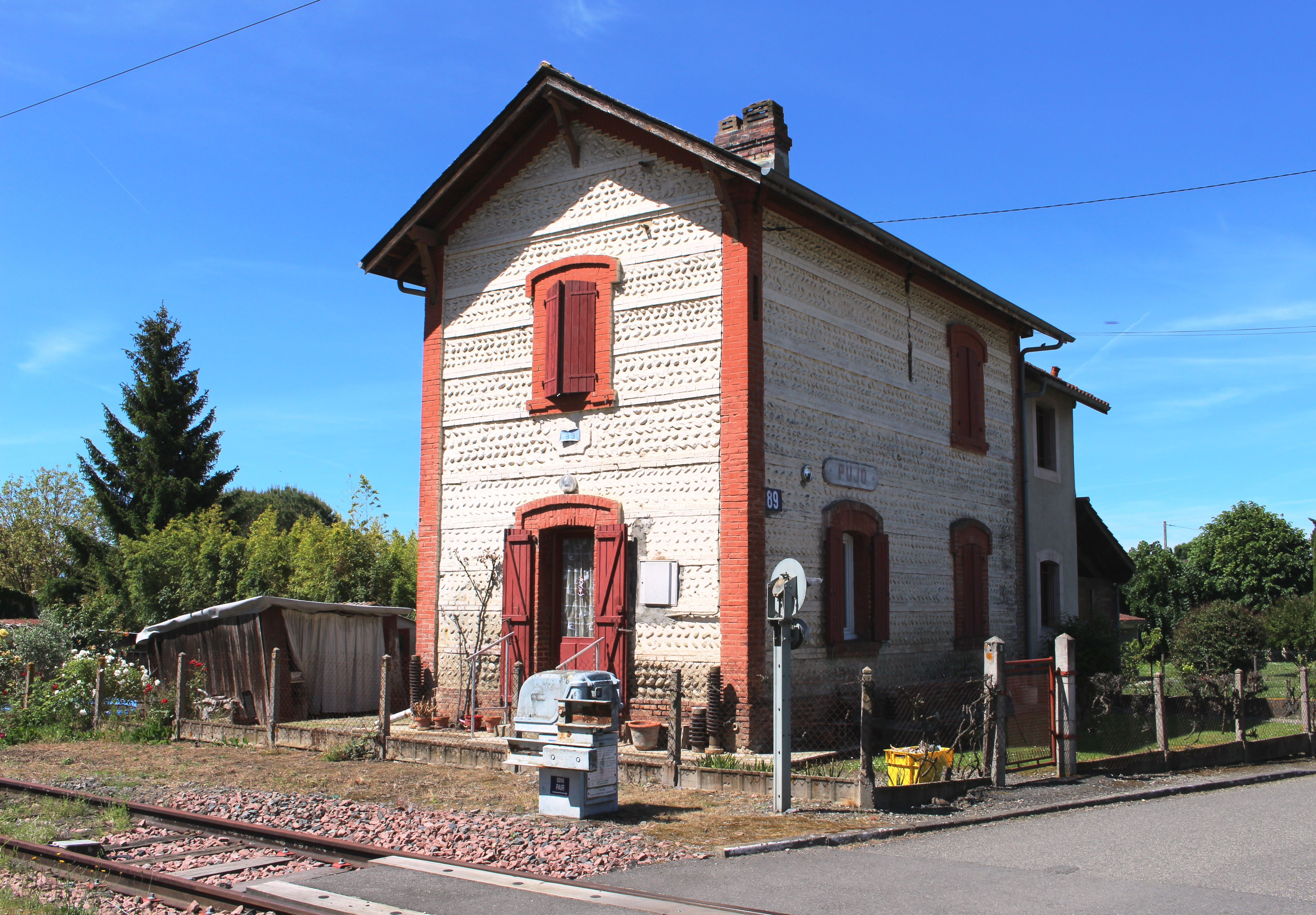
PN no 89 à Pujo.
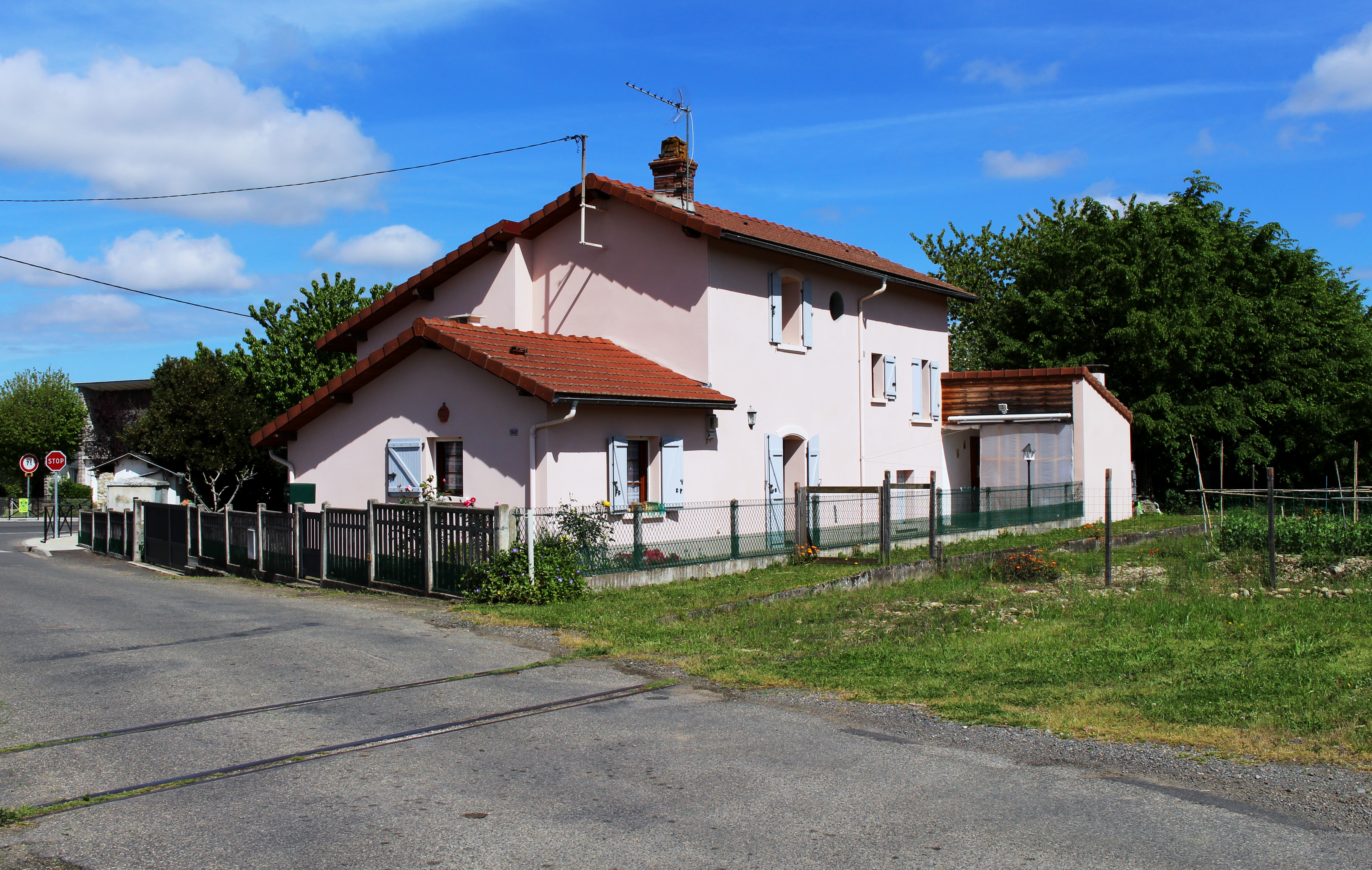
PN no 106 à Bernac-Debat.
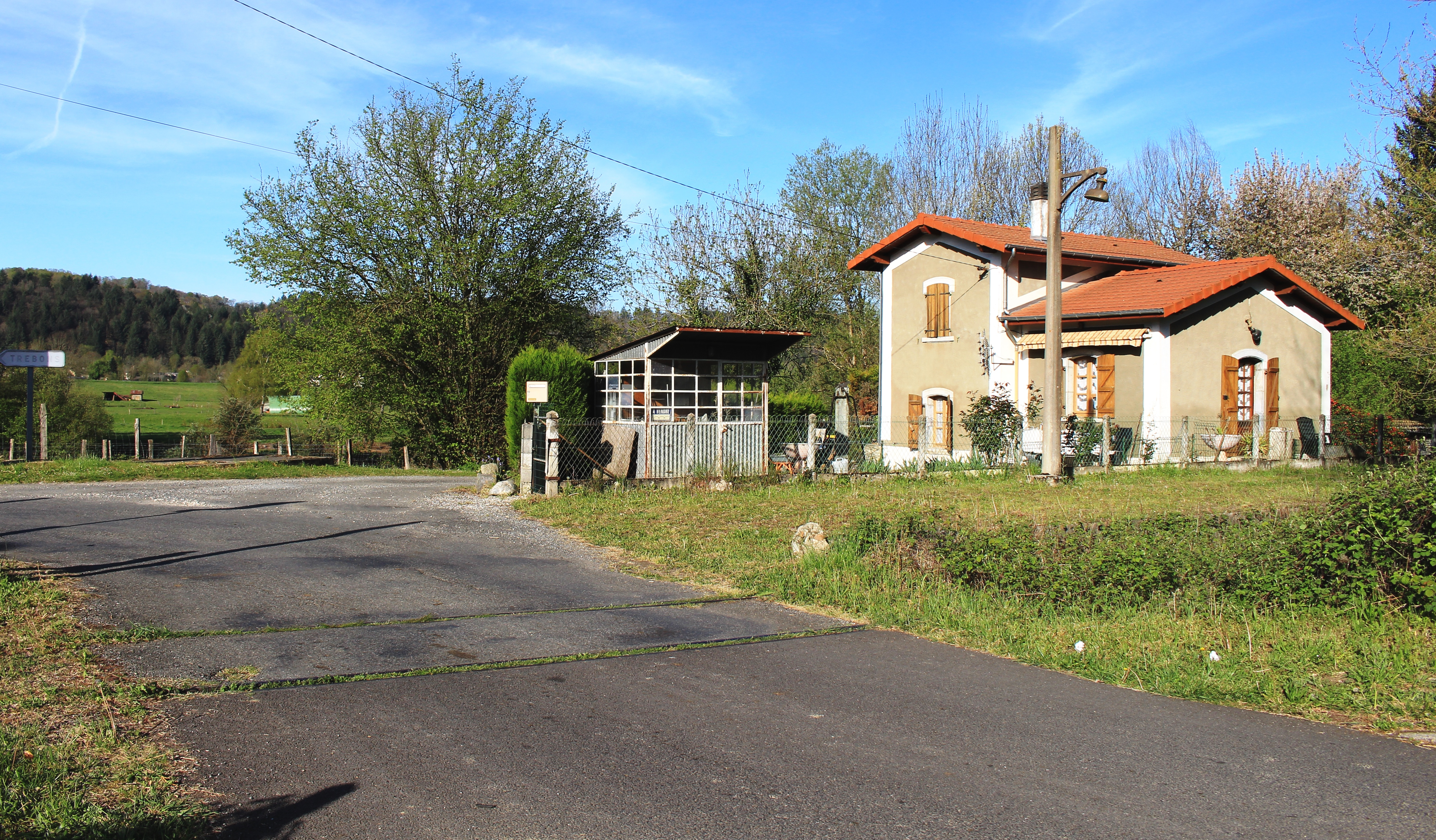
PN no 112 à Ordizan.